# 東光ストア

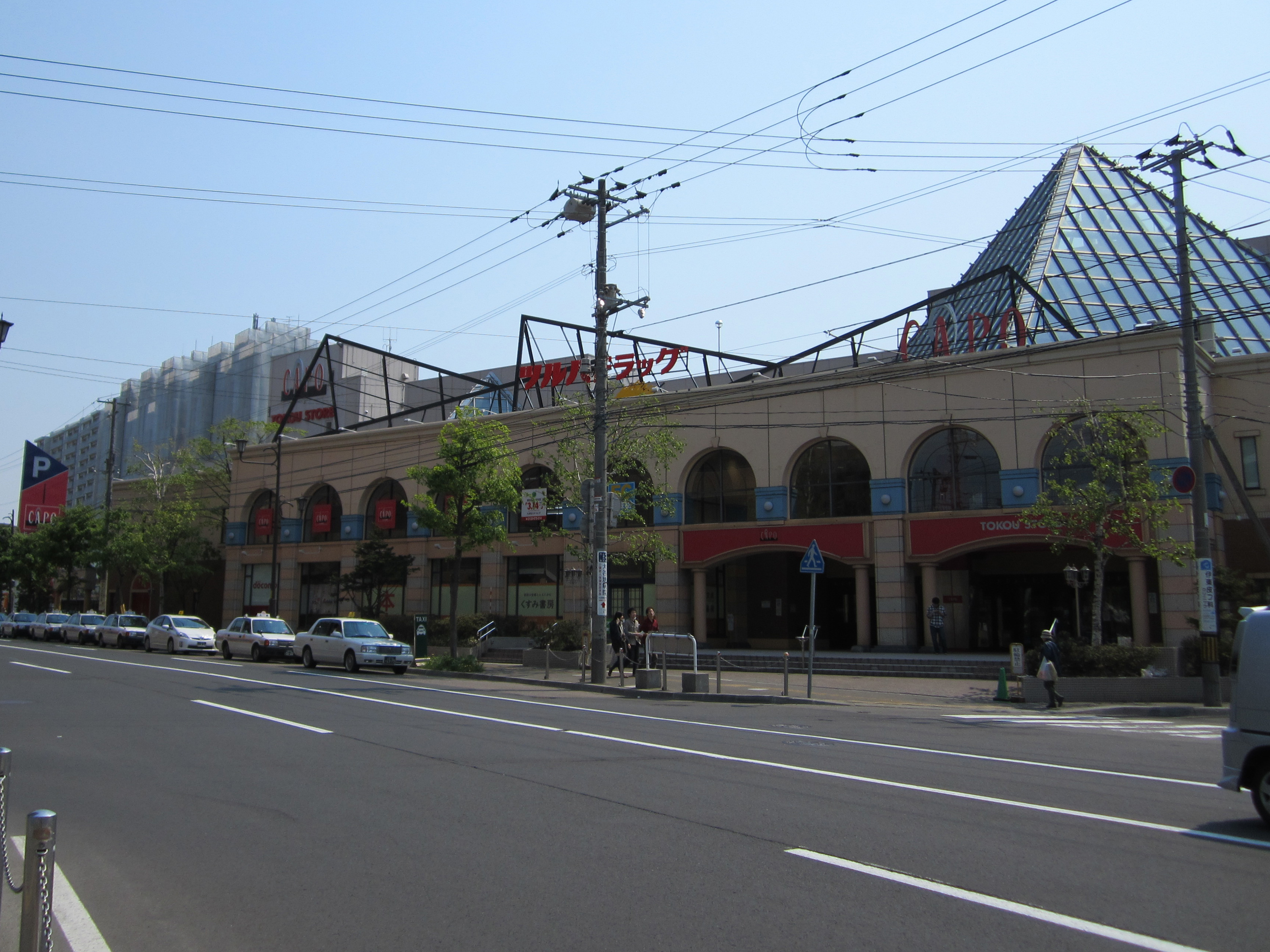
CAPO大谷地内にある東光ストア大谷地店（札幌市厚別区、2012年5月）

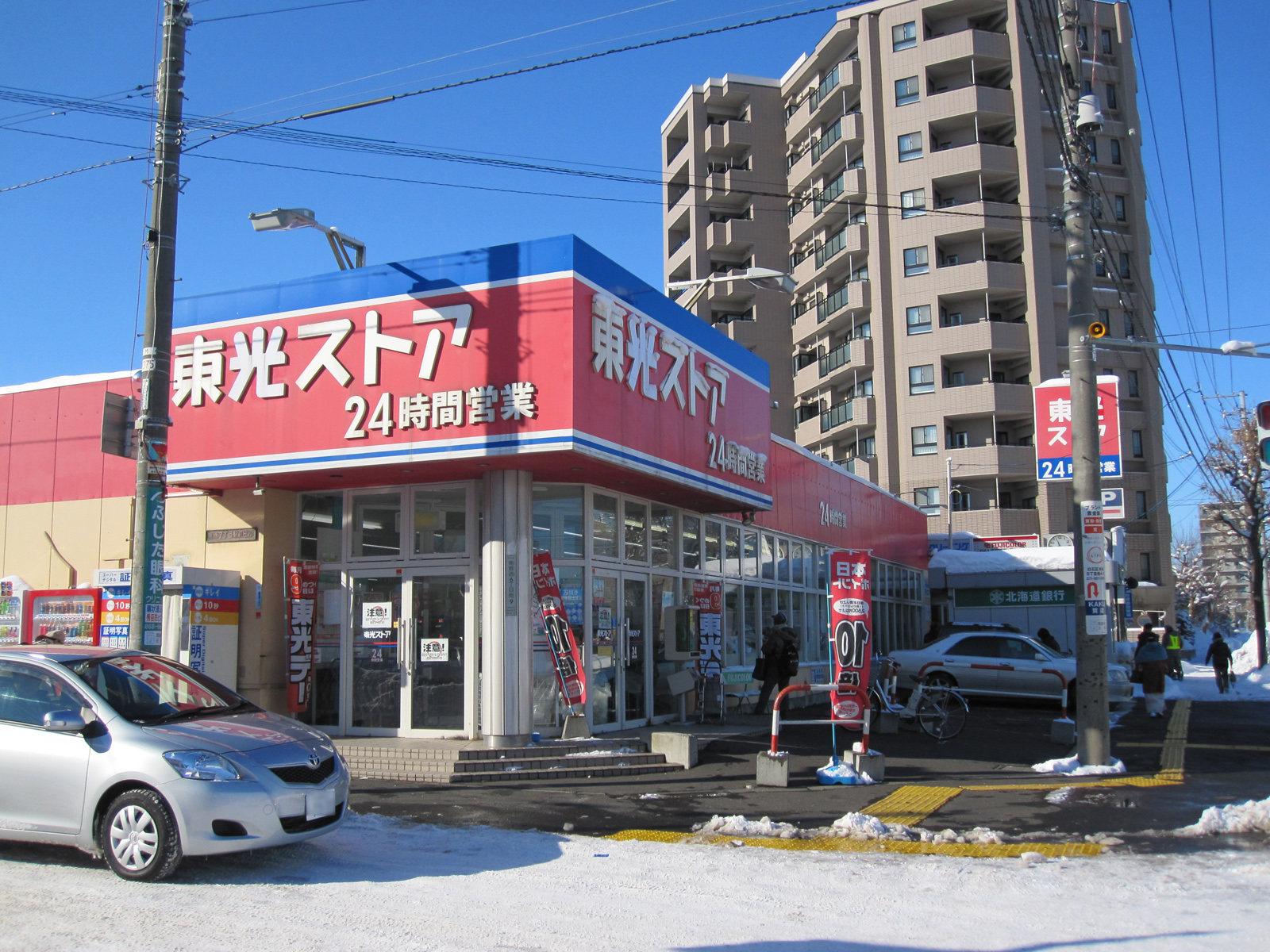
東光ストア南郷7丁目店（札幌市白石区、2012年1月）

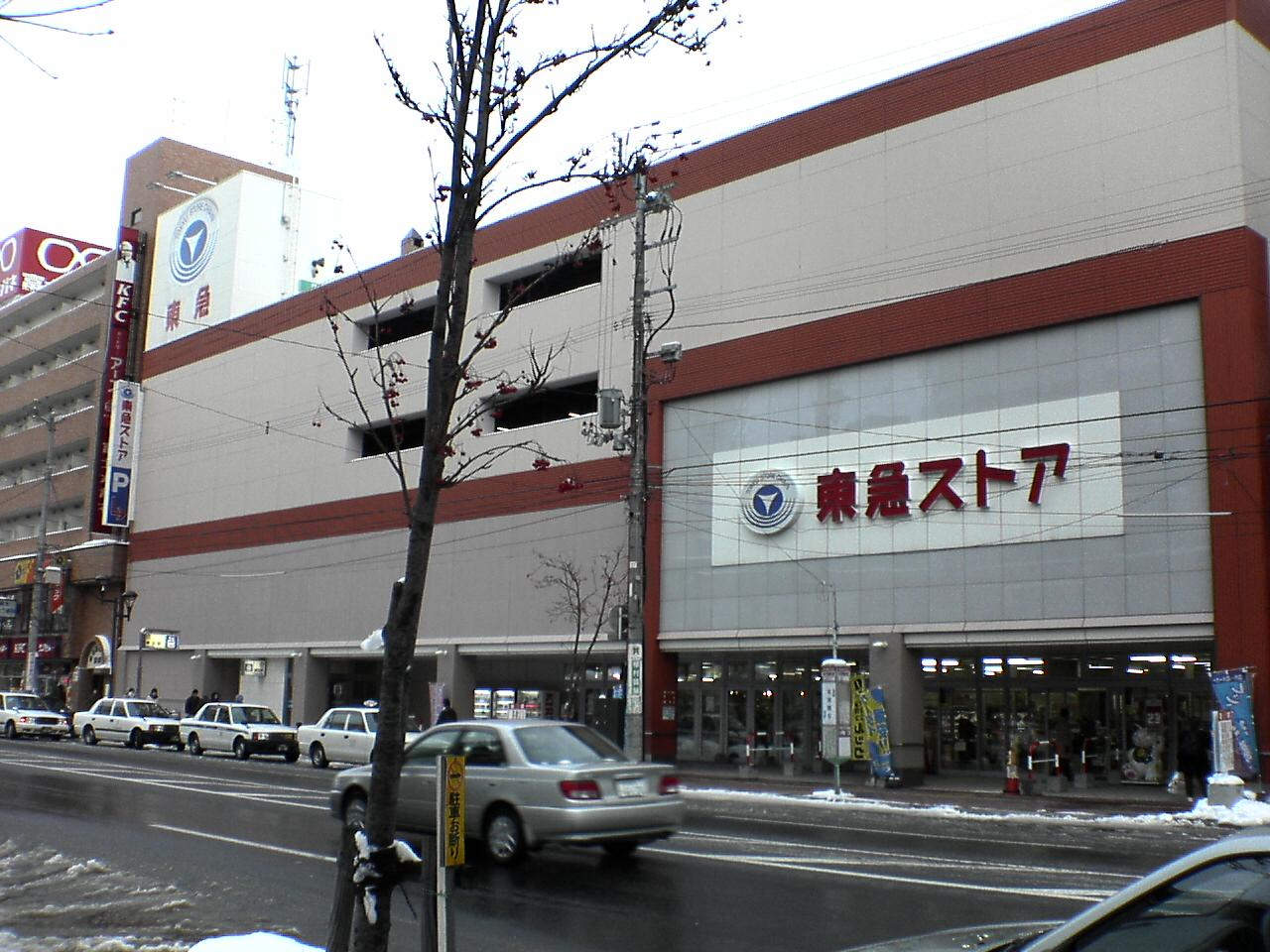
札幌東急ストア麻生店 現在の東光ストア麻生店（札幌市北区、2005年1月）

株式会社東光ストア（とうこうストア、英: TOKOU STORE COMPANY, LIMITED.）は、北海道札幌市に本社を置き、札幌市と北広島市で「東光ストア」の屋号でスーパーマーケットを展開するアークスグループの企業。CGCグループに加盟している。
かつては法人名を株式会社定鉄商事→株式会社札幌東急ストアとしており、じょうてつや東急ストアの傘下で設立された東急グループの企業として営業していた。

## 歴史

### 定鉄商事時代
1957年12月に買収されて東急グループ入りしていた定山渓鉄道（現・じょうてつ）が1972年（昭和47年）にバス部門の縮小に伴う余剰人員対策としてスーパーマーケット事業に乗り出すことになり、じょうてつが66.6％、東光ストア（現・東急ストア）が33.3％出資して株式会社定鉄商事を設立したのが始まりである。
同年10月27日には札幌市豊平区に第1号店・札幌東光ストア木の花店を開設して営業を開始した。
東急グループが北海道で展開していたボウリング場も行き詰まりを見せ始めていたこともあり、1975年12月にオープンした豊平店をはじめ行啓店、北栄店、東急ストア本体が運営していた自衛隊前店はボウリング場跡を利用して開店した（その後行啓通店を除き、建て替えられた）。

### 北海道東急ストア
東光ストアは、北海道での多店舗展開をめざし完全子会社の北海道東急ストアを1974（昭和49）年7月1日に設立、同年同年10月13日に道内1号店として東急ストア宮の森店を出店した。これは、定鉄商事とは別の流れであった。結果として東急ストアの名称は本州より先に北海道で使われることとなった。
1984年（昭和59年）6月に東急ストア直営へ移行した後、1997年（平成9年）4月に当社へ移管されるまでは同じ東急グループ内で2社が併存する形で営業していた。

### 札幌東急ストア
1975年（昭和50年）5月には株式会社東光ストアの株式会社東急ストアへの社名変更に伴い、店舗の名称を「札幌東急ストア」に変更した。
母体となったじょうてつの地盤である札幌圏にドミナント出店する戦略を採り、1978年10月、現在の平岸ターミナル店の向かいのビルの地下に地下鉄南北線の駅直結1号店を出店した。南北線の地上部分は定山渓鉄道の線路跡を走っている経緯もあり、優位的に地下鉄ラインに出店できたこともあった。
その後、地下鉄東西線が開通、地下鉄駅立地の店舗が商売になるということで、南郷13丁目店、南郷7丁目店を出店。東西線開通時にもそういった事情が生きており、札幌のスーパーマーケットとしては札幌フードセンター（のちのマックスバリュ北海道→イオン北海道）とともに地下鉄駅の近くに多く出店する企業となっていた。
価格よりも品質や鮮度や美味しさを重視した品ぞろえを行い、道内では品質と鮮度の良さで定評のある食品スーパーとの評価を得るようになった。
この頃、事業の多角化も取り組み、1984年にはマイクロバス型の移動販売車を最大4台ぐらい走らせ、郊外の団地向けに展開したこともあった。ネット販売に近いことも手掛け、まだインターネットがない時代に、宅配事業者と組んで電話やFAXで注文を受けて対応していた。1985年にはファストフード事業に参入、ミスタードーナツやモスバーガー、ファミリーレストランも3店舗展開した。
1990年にはホームセンター事業に参入し、「東急アルテ」の店名で展開した。スーパー単独での集客は難しい時代になり、相乗効果を狙って既存のスーパーに付加価値をつける展開を図り、DIY用品だけでなく、パーティー用品やバラエティ商品といったものにも力を入れ差別化を図った。当時の道内のホームセンターは松崎（のちのDCMサンワ→DCM）と石黒ホーマ（のちのDCMホーマック→DCM）の道内大手2社がしのぎを削り、当時国内最大手のビバホームも進出を表明していた。1990年（平成2年）11月1日に1号店の豊平店を東急ストア豊平店に併設する形で出店した。
1996年7月25日には、同年2月に閉店した北海道スーパーマーケットダイエーが運営していたダイエー藤野店の後を受けて札幌東急ストア藤野店を開店させている。

### 札幌東急ストア時代
1998年4月1日には株式会社札幌東急ストアに社名変更した。
社名を札幌東急ストアとする頃に前後して、東急グループ内のスーパーマーケット事業を集約する動きがあった。社名変更直前の1997年4月に、東急ストア直営店舗（元・北海道東急ストアの店舗）宮の森店、北広島店を移管された。1998年には北見バス（現・北海道北見バス）の経営再建策の一環として北見バス興産を整理し、北見バス興産運営の「北見東急ストア」を9店舗中5店舗の営業を譲渡され、この運営に当たってじょうてつとの共同出資により子会社となる株式会社北見東急ストアを設立した。これにより、札幌東急ストアが札幌圏外に店舗を構え、北海道内の東急グループのスーパーマーケット事業を運営することとなった。
1998年10月には札幌東急ストア初となるNSCのあいの里モールを出店した。
2001年は北海道を地場とする百貨店の丸井今井がスーパーマーケット事業から撤退することを受けて、3店舗を譲渡され、4月に札幌東急ストアとしてそれぞれ麻生店、円山店、真駒内店として開店。2003年4月16日には2002年10月16日に閉店したポスフール（当時。元：マイカル北海道）の大谷地サティの後を受けて開業した複合商業施設の「キャポ大谷地」の大谷地サティの食品フロア部分に該当テナントとして札幌東急ストア大谷地店を出店するなど、競合他社が撤退した後に出店を進めるなど、札幌圏での店舗網を拡充していった。
しかし、北見市で「北見東急ストア」を運営していた株式会社北見東急ストアが、競合他社による大型店の進出などにより経営が悪化したことで、札幌東急ストアの完全子会社した後の2003年1月31日に運営していた5店舗すべてを閉店し法人を解散。店舗網は再び札幌圏に縮小することとなった。
2004年10月、当時第二位の株主であった東急ストアと商品調達や物流、人事、システムで業務提携して東急グループの経営資源を活用して競争力強化を目指した 。11月に東京急行電鉄（東急）がじょうてつとじょうてつのグループ会社が保有していた株式を取得し、東急の子会社とした後、2006年2月に東急ストアが東急から株式の50.2%を取得して子会社化するなど東急グループ内での再編を進めて強化するテコ入れが行われた。
こうしたグループ再編などを受けて経営が強化され、2009年には北海道のスーパーマーケットでは第4位となった。

### 東光ストア時代
2009年10月30日に、東急と東急ストアが保有していた札幌東急ストアの全株式を株式会社アークスに譲渡、設立から長らく属していた東急グループを離れ、アークスグループに入ることになった。東急ストアは首都圏への経営資源を集約する、アークスは北海道におけるグループ強化の戦略によるものであった。これに伴い、設立当初の定鉄商事に出資した東光ストアの社名に変更し、屋号も改めて34年ぶりに「東光ストア」の屋号が掲げられることとなった。
2009年11月5日に法人名を株式会社東光ストアとし、屋号を「東光ストア」とした。東光のローマ字表記は"TOKOU"である。社名の由来は東急の「東」の文字を残し、「光は東から昇る」の意を込め、北海道が日本列島の東端で最初に太陽が昇るのと業績の拡大に向けた思いをかけ合わせたという。「東光ストア」は東急ストアが使用していた商号である。（詳細については東急ストア#百貨店法の制約を避けるために誕生も参照）
東急グループからアークスグループに代わってから、ポイントカード・クレジットカードは東急グループの「TOP&カード」からアークスグループの「RARAカード」となった。ロゴの字体・毎月9日が東急デーを引き継いだ特売日「東光デー」であるなど、札幌東急ストア時代と変えていない部分がある。また、殆どの店舗の看板は、漢字表記ならば「急」→「光」、ローマ字表記ならば「Y」→「O」の一文字のみの書き換えとなっている。
同じアークスグループのラルズとは商圏が被り競合関係にあるが、客の年齢層・品揃え・価格の特徴に違いがあり、アークスグループ入りする前から棲み分けをしていたのをグループ入り後も継続している。

## 沿革
- 1972年（昭和47年）
  - 7月[2]15日 - 定山渓鉄道（現・じょうてつ）、東光ストア（現・東急ストア）などが出資し、「札幌東光ストア」を経営する株式会社定鉄商事を設立[2]。
  - 10月27日[1] - 札幌市豊平区に定鉄商事第1号店・札幌東光ストア木の花店を開設[2]。
- 1974年（昭和49年）
  - 1月1日 - 北海道東急ストアを設立[1]。
  - 10月13日 - 北海道東急ストア1号店として宮の森店を開設[1]。
- 1975年（昭和50年）
  - 3月1日 - 株式会社東光ストアの株式会社東急ストアへの社名変更に伴い[1]、店舗の名称を「札幌東急ストア」に変更[7]。
- 1984年（昭和59年）6月 - 北海道東急ストアの店舗を東急ストア直営へ移行[1]。
- 1990年（平成2年）11月1日 - ホームセンター1号店、東急アルテ豊平店を開店[12]。
- 1992年（平成4年）12月 - 札幌市白石区白石中央に惣菜プロセスセンターを開設[30]。
- 1997年（平成9年）4月 - 東急ストア直営の道内店舗を当社へ移管[6]。
- 1998年（平成10年）
  - 4月1日 - 株式会社札幌東急ストアに社名変更[15]。
  - 4月 - 東急グループの北見バスの経営再建策の一環として北見バス興産を整理し、同社の「北見東急ストア」9店舗のうち5店舗の営業を譲受し[16]、札幌東急ストア（現・東光ストア）とじょうてつ共同出資で（株）北見東急ストアを設立[17]。
  - 北海道内で初めての夜間営業開始。
- 2003年（平成15年）1月31日 - 北見東急ストアを解散し、5店全店舗を閉鎖[23]。
- 2005年（平成17年）
  - 4月14日 - 東急ストア出身の加固正好が社長に就任[31]。
  - 11月 - 札幌東急ストアの株式が、じょうてつ及びじょうてつグループ企業から東京急行電鉄に譲渡され、東京急行電鉄の子会社となる[25]。
- 2006年（平成18年）2月 - 東急ストアが株式の50.2%を取得して子会社化[26]。
- 2008年（平成20年）5月21日 - 札幌消費者協会と札幌市との間でマイバック持参や有料化によるレジ袋削減に向けた取組みに関する協定を締結[32]。
- 2009年（平成21年）
  - 10月30日 - 札幌東急ストアの株式すべてが、東京急行電鉄および東急ストアから株式会社アークスに譲渡され[28]、アークスの子会社となる[29]。アークスによる子会社化以前の株主は、株式会社東急ストア（50.72%）、東京急行電鉄株式会社（47.33%）、ニッポンレンタカー北海道株式会社（1.95%）で、ニッポンレンタカー北海道保有の株式を東京急行電鉄が取得した後、東京急行電鉄と東急ストアがアークスに譲渡している。
  - 11月5日 - 社名を株式会社東光ストアに、店舗名称を設立当初の東光ストアにそれぞれ変更。

## 店舗・業態

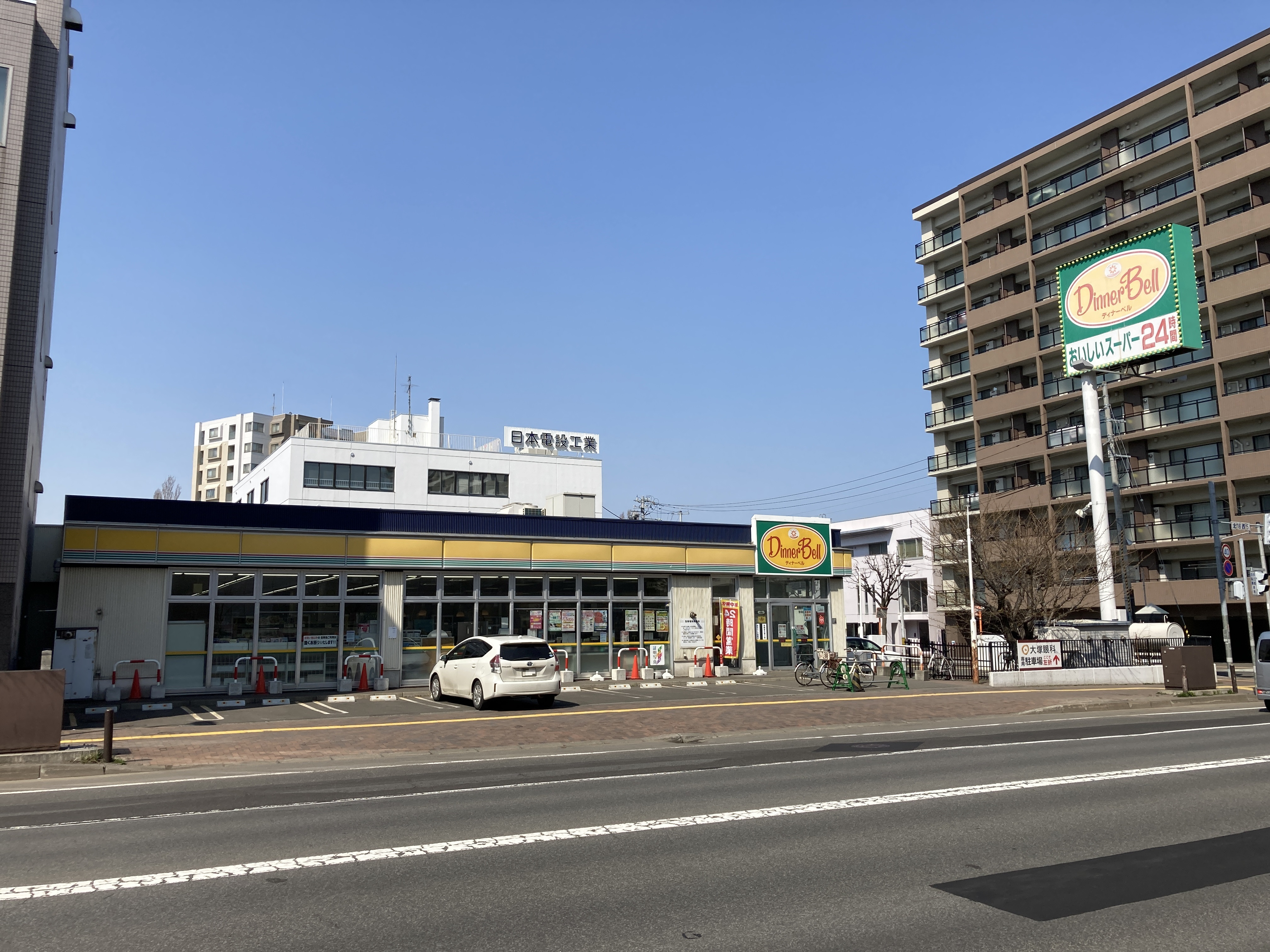
ディナーベル北大前店（札幌市北区、2021年4月）

東光ストア
一般的なスーパーマーケット業態で、食品を中心に衣料品等も取り扱う店舗もある。
ディナーベル
売場面積150坪タイプを標準とする24時間営業の食品スーパー業態。2004年（平成16年）11月時点では8店舗営業していた。
- 既存店の業態転換ではないディナーベル業態初の新規出店は、新道西店（売場面積449m2、2000年（平成12年）12月開店）であった。

その他
シャトレーゼ 自衛隊駅前店、藤野店、西線6条店、円山店、北広島店をフランチャイズで展開している。
TSUTAYAあいの里店をフランチャイズで展開している。
カルチャーセンター「東光カルチャーサークルズ」をあいの里教室（あいの里店内）、北広島教室（北広島店内）の2か所運営している。

## かつて存在した店舗ブランド
とうきゅう
かつて東急ストア直営で3店舗を運営していたが、後に「札幌東急ストア」に譲渡された。上述の通り2009年10月に「東光ストア」の店舗として再スタートしている。
- まこまない（1976年（昭和51年）1月14日開店、1983年 札幌東急ストア自衛隊駅前店に変更）　
- 宮の森（札幌市中央区北5条西29丁目、1974年（昭和49年）10月13日開店、1997年（平成9年）4月17日に札幌東急ストア宮の森店として新装開店、売場面積841m2）
- きたひろしま（1978年（昭和53年）10月9日開店、1997年（平成9年）4月25日に札幌東急ストア北広島店として新装開店、売場面積4,026m2）

東急アルテ
子会社がホームセンターを出店していたが2005年（平成17年）に撤退した。
- 豊平店 - 1990年（平成2年）11月1日開店。2005年（平成17年）4月6日に閉店。売場面積は2,378m2。店舗跡はビバホームが開店。
- あいの里店 - 1998年（平成10年）10月下旬にショッピングセンター「あいの里アイモール」内に開店。2005年（平成17年）5月18日に閉店。売場面積は4,251m2。店舗跡は豊平店と同じくビバホームが開店。
- 平岡店 - 札幌市豊平区平岡7-2に1992年（平成4年）3月27日に開店。2005年（平成17年）5月22日に閉店。売場面積は564m2。
- 北広島店 - 2005年（平成17年）5月22日に閉店。売場面積は265m2。

北見東急ストア
1998年（平成10年）4月の設立時は当社とじょうてつの共同出資で、2003年（平成15年）1月31日の全店閉鎖・解散時は当社100%出資子会社だった。
- 高栄店（北見市高栄西町）- 店舗跡は「グリーンキャロット高栄店」が開店したが2003年（平成17年）11月30日に閉店した。現在はツルハドラッグ北見高栄店が営業中(2014年8月21日開店)。
- ピアソン通り店
- わかば店 - 店舗跡は2003年（平成17年）5月10日に「グリーンキャロットわかば店」が開店したが、グリーンキャロットの破産により2006年（平成18年）10月2日に閉店した。現在はサッポロドラッグストアー北見若葉店が営業中。
- 清見店 - 店舗跡は2003年（平成17年）3月7日に「グリーンキャロット」が開店したが、グリーンキャロットの破産により2006年（平成18年）10月2日に閉店した。現在は建物が取り壊されている。
- きたみ東急店

## かつて存在した主な店舗
東光ストア
- （旧）藤野店（札幌市南区藤野2条6丁目、2015年11月15日閉店） - 前述の通り、ダイエー藤野店の跡地に出店したものであった。約600m東のトライアル藤野店（元・カウボーイ藤野店）跡地へ移転のため閉店。跡地にはツルハドラッグ藤野店が2017年7月6日に開店。
- 福井店（札幌市西区福井4丁目、1997年5月中旬開店 - 2017年3月26日閉店）- 北雄ラッキー福井店跡地に新築で開店した店舗であった。店舗跡にはサツドラ福井店が居抜き出店。

ディナーベル
- 厚別東店（札幌市厚別区厚別東4条7丁目、2003年（平成15年）6月開店） - 閉店。売場面積は562m2。店舗跡には快活クラブ厚別東店が居抜き出店。
- 環状東駅前店（札幌市東区北16条東15丁目、2001年（平成13年）8月上旬業態転換） - 売場面積は808m2。閉店後建物は取り壊された。
- 上野幌店 - 売場面積は493m2。解体された後、セブンイレブン厚別南5丁目店が出店。
- 木の花店 （北海道札幌市豊平区平岸2条4丁目）売場面積は489m2。現在はじょうてつ アイム平岸通り。
- このほか、ディナーベルから札幌東急ストア（当時）に転換した店舗として、美香保店（ディナーベル当時の売場面積は780m2）が挙げられる。

ヘルシーショップ
調剤薬局と雑誌書籍コーナー、レンタルビデオなどを併設した店舗があった。単独の運営店舗ではなく、東急ストア南郷7丁目店・南郷13丁目店のサブストアとして営業していた。現在はいずれも閉店。
※南郷13丁目店は正式には新旧表示は無いが本項目上の識別のために新旧を表示する。
- 南郷7丁目店（北海道札幌市白石区南郷通7丁目南5-8）同じ建物2階にある南郷歯科クリニックの門前薬局としての調剤薬局・及び市販医薬品を中心とするドラッグストア機能と文房具、雑誌書籍を取り扱っていた。
- 旧 南郷13丁目店（北海道札幌市白石区南郷通14丁目南2-2）隣接する小松歯科クリニックの門前薬局としての調剤薬局・及び市販医薬品・化粧品、文房具、雑誌書籍を取り扱っていたが狭小店舗だったため当店向かいに南郷シティハウスが建設された以降に移転したため閉店した。
- 新 南郷13丁目店（北海道札幌市白石区南郷通13丁目南3-1）南郷シティハウスの１階テナント部分に旧南郷13丁目店が移転オープン。新たにファミコンゲームソフト関連とレンタルビデオの取り扱いが開始された。

TSUTAYA
- 南郷13丁目店（札幌市白石区南郷通13丁目南5-1-1[54]、1997年12月開店、2025年2月28日閉店[55]）閉店後も、建物の賃貸借契約は継続し、テナントとしてワッツ南郷13丁目店が2025年4月11日にオープンした[56]。